# Alla ricerca della stella del Natale
Alla ricerca della stella del Natale (Reisen til julestjernen) è un film del 2012 diretto da Nils Gaup e basato sull'omonima opera teatrale del 1924 diretta da Sverre Brandt. È un remake di Reisen til julestjernen del 1976.

## Trama
La leggenda narra la storia di Gulltupp, la figlia di un re che dopo essersi recata nel bosco per andare a cercare la stella del Natale, scompare nel nulla. Successivamente la regina muore di dolore da quella notizia e il re maledice la stella, facendo calare il buio e il freddo nel suo regno. Dopo 9 anni, il re fa amicizia con Sonja (una ragazzina quattordicenne che sta fuggendo da alcuni ladri), e gli affida l'incarico di andare a cercare la stella del Natale. Più avanti nel viaggio, Sonja dovrà superare diversi ostacoli e anche le stregonerie della strega Melssahya che farà di tutto per impedirle di proseguire nel suo cammino.

## Distribuzione
Il film è stato distribuito nelle sale cinematografiche nel 2012 da Walt Disney Company Nordic, Walt Disney Motion Pictures Norway, Film Europe, Condor Distribution, Polyband e Film Europe s.r.o.

## Accoglienza
Il film è stato un successo al botteghino ed è stato visto da 443 680 persone, il che lo ha reso il quinto film più visto nei cinema norvegesi nel 2012 (dopo Lo Hobbit - Un viaggio inaspettato e prima de Il cavaliere oscuro - Il ritorno).